# C.A. Fonnesbech
Christen Andreas Fonnesbech (født 7. juli 1817 i København, død 17. maj 1880 sammesteds) var en dansk jurist, godsejer og politiker, der var Danmarks 13. statsminister (med titel af konseilspræsident) fra 1874 til 1875.
Fra november 1865 kom Fonnesbech til at deltage i flere regeringer; først som finansminister frem til maj 1870, da han blev indenrigsminister, og derefter blev han i juli 1874 konseilspræsident. Regeringen måtte gå af i juni 1875. 1872 forlod han Folketinget, men sad 1874 til sin død i Landstinget.

## Baggrund
C.A. Fonnesbech blev født i København, hvor hans fader var silke- og klædekræmmer, blev student 1835 fra Borgerdydskolen i København og cand.jur. fra Københavns Universitet i 1840. Først begyndte han på embedsvejen og nåede at blive byfogedfuldmægtig i Hillerød, men 1843 købte han godset Vesterbygård i Holbæk Amt, hvilket en stor arv fra faderen havde muliggjort. Han overtog også af den af flere mindre gårde sammenlagte Saltoftegård, tilsammen 240 tdr. hartkorn. Han blev en dygtig landmand og valgtes til forskellige kommunale og lokale tillidshverv, således til sognerådsformand og til medlem af Holbæk Amtsråd. 1863 optrådte han som populær præsident for landmandsforsamlingen i Odense.

## Indtræden i politik
1858 valgtes han til folketingsmand for Slagelsekredsen og fik snart stor indflydelse ved sin vindende personlighed, sin indsigt i en række praktiske forhold og sine gode talegaver. Desuden havde Fonnesbech en vis medierende evne. Han sluttede sig ikke til nogle af Folketingets hovedpartier, De Nationalliberale og Venstre, men hørte til de såkaldte Uafhængige, der tragtede efter at være og ofte også virkelig blev tungen på vægtskålen. Efterhånden nærmede De Uafhængige sig mere til Bondevennerne, og Fonnesbech blev som deres førstemand ved Bondevennernes stemmer valgt både til ordfører for Folketingets Finansudvalg og i 1861 til medlem af Rigsrådet. I Rigsrådet hørte han til dem, der ønskede at drive C.C. Hall hurtigere frem i ejderdansk retning, og var sammen med Carl Frederik Blixen-Finecke, men på mere forsigtig måde, deltager i de underhåndsbevægelser, der havde til formål at søge ministeriet Hall erstattet med et andet og mere handlekraftigt. Han stemte 1863 for Novemberforfatningen, i hvis Landsting i Rigsrådet han fik sæde. Et vidnesbyrd om den indflydelsesrige stilling, han indtog, var, at han var med i den lille udsøgte kreds, som ved juletid samme år blev samlet i det såkaldte "lille Rigsråd".
Begivenhederne omkring den 2. slesvigske krig 1864 flyttede Fonnesbech politisk, og han kom nu til at tilhøre grupperingen Nationale Godsejere. Under forfatningskampen, som fulgte i kølvandet på tabet af hertugdømmerne i 1864, stod Fonnesbech således J.B.S. Estrup og C.E. Frijs nær og var med at forberede aftalen om en revision af Grundloven med den J.A. Hansen'ske fløj af Bondevennerne. Sammen med Estrup satte Fonnesbech fingeraftryk på den måde, hvorpå Landstinget skulles sammensættes ifølge forfatningen.
Fonnesbech deltog ikke i mødet på Hotel Fønix og forholdt sig reserveret over for Oktoberforeningen, men inden for Rigsrådets Landsting og i de nedsatte fællesudvalg havde han været en af de mest fremtrædende deltagere i forfatningsarbejdet, og i det afgørende fællesudvalg i efteråret 1865 valgtes han til ordfører for Rigsrådets Landsting.

## Ministerposter
I 1865 optoges han, der havde vist stor dygtighed som ordfører for Finansudvalget, i ministeriet Frijs som finansminister, og ligesom hans optagelse i ministeriet var at betragte som en indrømmelse til Bondevennerne, således havde han ikke ringe del i, at ministeriet under så godt som hele dets løbebane trådte i nært forhold til Folketinget. På reformområdet gennemførte Fonnesbech dog ikke store sager, men han viste sig som en meget brugelig fagminister og var i det hele velset fra de forskellige sider. Det ansås derfor også som en ret naturlig ting, at han, da ministeriet Frijs opløstes, indtrådte i den holsteinske regering, men denne gang som indenrigsminister. Som sådan gennemførte Fonnesbech forskellige jernbanelove, anlæggelse af telegrafledninger og Fæsteloven af 9. marts 1872. Denne lov bragte i virkeligheden en afslutning på den i næsten en menneskealder fortsatte stærke bevægelse til fordel for en tvangsafløsning af fæsteforholdet, idet agitationen herfor fra nu af mere og mere døde hen. Loven bragte imidlertid Fonnesbech i et skævt forhold til hans standsfæller og nærmeste politiske meningsfæller i Landstingets godsejergruppe, som mente, at han havde strakt sig alt for langt i imødekommenhed over for Venstre, og dette skulle blive skæbnesvangert for hans politiske fremtid. Situationen var også blevet mindre gunstig for en mand med hans udprægede anlæg for en saglig-opportunistisk politik.

## Konseilspræsident
Mere og mere skærpedes modsætningen mellem Højre og Det forenede Venstre, og det parlamentariske magtspørgsmål blev stridens kerne. Der blev mindre og mindre plads til særstandpunker og forhandlingspolitikere. Fonnesbech måtte da også 1872 opgive sin folketingsvalgkreds, og ved opløsningsvalget søgte han forgæves at fortrænge sin efterfølger, Tauber, fra den, hvorefter han 1874 modtog valg til Landstinget. Da ministeriet Holstein-Holsteinborg gik af i juni 1874, påtog Fonnesbech sig det farlige hverv at danne en ny regering, efter at Estrup forgæves var blevet opfordret dertil. Det er en bevis på den tillid, som Fonnesbech nød, at han både blev tilbudt konseilspræsidentposten i 1870 og atter i 1874 på grev Frijs' anbefaling til kongen, efter at Estrup havde takket nej.
Men havde Ludvig Holstein-Holsteinborg savnet tilstrækkelig støtte i Landstinget over for Folketingets stedse skarpere angreb, så blev dette i endnu højere grad tilfældet med Fonnesbech. Han savnede evne og myndighed til at tilvejebringe en virkelig udsoning mellem partierne, og de egenskaber, som krævedes hos en kampminister, fattedes ham i endnu højere grad.
Desuden var der kun tre af hans tidligere kolleger, der tog imod en ministerpost i det ny ministerium. Ministeriet stod utvivlsomt svagere end sin forgænger, og Venstremanden Ludvig Holstein-Ledreborg ramte plet med sin karakteristik af det som "tyndere Te paa de samme Blade". På grund af den manglende opbakning fra Landtinget prøvede Fonnesbech at forhandle med Venstre i Folketinget om aktuelle spørgsmål som Præstelønningsloven og dyrtidstillægget til embedsmændene. Men Fonnesbech opnåede kun, trods al ærlig vilje, at skærpe modstanden fra den ene side og fremkalde forøget lunkenhed, ja uvilje fra den anden, og resultatet blev efter et års forløb det, at ministeriet kun kunne opnå vedtagelsen af en regelmæssig finanslov ved at byde sin afgang som prisen derfor. Fonnesbech fratrådte 11. juni 1875 efter at have mistet en del prestige og blev efterfulgt af Estrup, der lagde en anderledes hård linje over for Folketinget. Fra nu af og til sin død bevarede Fonnesbech sin plads i Landstinget, men uden at tage nogen fremtrædende del i dets forhandlinger eller øve nogen videre indflydelse i det.

## Hæder
Fonnesbech blev jægermester 6. oktober 1854, kammerherre 10. juni 1868 og gehejmekonferensråd 8. april 1876.
Han blev Ridder af Dannebrogordenen 6. oktober 1860, Kommandør af 1. grad 31. maj 1866, fik Storkorset 27. maj 1870, blev Dannebrogsmand 15. august 1871 og modtog Fortjenstmedaljen i guld 9. juli 1874.
10. august 1863 blev han Ridder af Nordstjerneordenen; 7. juni 1864 Ridder af Æreslegionen; 16. marts 1869 Ridder af Sankt Annas Orden og 5. december 1873 Storkors af Jernkroneordenen.
Han er mindet med et monument ved Jordløse Kirke, hvor han er begravet på kirkegården.

## Gengivelser
C.A. Fonnesbech er gengivet i træsnit 1863 efter tegning af Anton Dorph 1869, 1870 og af H.P. Hansen 1874.